# Jacqueline Bisset
Jacqueline Bisset (Weybridge, Surrey, Velika Britanija, 13. rujna 1944.) je britanska glumica.
Rođena je kao Winnifred Jacqueline Fraser-Bisset od oca škota i majke engleskinje francuskog porijekla. U mladosti pohađa u Londonu francusku srednju školu Charles de Gaulle, poduke iz baleta i glume, te radi kao manekenka.
Na filmu debitira 1965. u epizodnoj ulozi u komediji The Knack ...and How to Get It. Prvi značajniji nastup ostvaruje u psihološkom trileru Cul-de-Sac (1966.), 1967. glumi zajedno s Audrey Hepburn u romantičnoj komediji Two for the Road, dok iste godine glumi i svoju prvu glavnu ulogu u filmu The Cape Town Affair zajedno s Jamesom Brolinom. Također 1967., sudjelovala je u James Bond satiri Casino Royale. 1968., glumi zajedno s Frankom Sinatrom filmu The Detective. Proboj u karijeri ostvaruje ulogom u čuvenom akcijskom trileru Bullitt (1968.) zajedno s Steveom McQueenom. 1969., nominirana je za Zlatni globus za najbolju novu zvijezdu godine za ulogu u filmu The Sweet Ride. Zajedno s Burtom Lancasterom i Deanom Martinom, bila je jedna od mnogih zvijezda blockbustera Airport (1970.).
1974., glumi glavnu ulogu u filmu La Nuit américaine Françoisa Truffauta, dok iste godine nastupa zajedno s Lauren Bacall i Ingrid Bergman u čuvenom Ubojstvu u Orijent Expressu Sidneya Lumeta. Među ostalim ulogama ističu se i u filmu katastrofe When Time Ran Out (1980.), dramama Rich and Famous (1981.), Under the Volcano (1984.) i La Cérémonie (1995.). Krajem 1980-ih i početkom 1990-ih ponovo postaje aktualna nastupima u crnoj komediji Scenes from the Class Struggle in Beverly Hills (1989.) i erotskom trileru Wild Orchid (1989.). Često je glumila i na televiziji, kao u seriji Napoleon and Josephine: A Love Story (1987.), gdje je glumila jednu od naslovnih uloga.
Unatoč brojnim romatičnim vezama, nije nikada bila u braku.

## Izabrana filmografija
- The Cape Town Affair (1967.)
- Casino Royale (1968.)
- The Detective (1968.)
- Bullitt (1968.)
- The Sweet Ride (1968.)
- Airport (1970.)
- La Nuit américaine (1974.)
- Ubojstvo u Orijent Expressu (1974.)
- When Time Ran Out (1980.)
- Rich and Famous (1981.)
- Under the Volcano (1984.)
- Scenes from the Class Struggle in Beverly Hills (1989.)
- 'Wild Orchid (1989.)

## Vanjske poveznice
- Jacqueline Bisset u internetskoj bazi filmova IMDb-u (engl.)
- jacquelinebissetfans.org